# Легенда о Успаваној долини
„Легенда о Успаваној долини” (енгл. The Legend of Sleepy Hollow) је приповетка америчког писца Вашингтона Ирвинга, која се први пут појавила у колекцији прича Књига скица Џофрија Крејона, господина. Ирвинг је написао причу док је живео у Бирмингему.
Заједно са Ирвинговом приповетком „Рип ван Винкл”, ово је једно од најранијих дела америчке фикције које је задржало трајну популарност, посебно током Ноћи вештица, нарочито због лика познатог као Безглави Коњаник, за кога се верује да је немачки војник који је погинуо када га је топовско ђуле обезглавило у борби.
Приповетка је неколико пута адаптирана за филмско платно, а међу овим остварењима истичу се неми филм из 1922. и Дизнијеве Пустоловине Икабода и г. Жапца из 1949. године.

## Радња
Прича је смештена у 1790. годину у селу у близини бившег холандског насеља Тари Таун, у осамљеној долини познатој као „Успавана долина”. Главни лик је Икабод Крејн, мршави, високи и сујеверни учитељ из Конектиката. Икабод намерава да освоји Катрину ван Тасел, ћерку богатог фармера, како би себи обезбедио богатство њене породице. За њену наклоност такмичи се са Абрахамом „Бромом Бонсом” ван Брунтом, локалним насилником. Пошто није успео да испровоцира Икабода да се бори за Катринину руку, Бром почиње да узнемирава учитеља, мучећи га низом подвала и шала.
Једне јесење ноћи, Икабод добија позив да присуствује жетвеној забави на имању Ван Таселових. На забави, Бром прича причу о Безглавом Коњанику, озлоглашеном духу немачког војника коме је током Револуционарног рата топовско ђуле одрубило главу. Наводно је Коњаник сахрањен на гробљу у Успаваној долини и сваке ноћи устаје из свог гроба у потрази за својом изгубљеном главом, али му је забрањено да пређе дрвени мост који се протеже преко оближњег потока.
Икабод проси Катрину, али она га одбија. Он напушта забаву сломљеног срца и јаше кући на позајмљеном коњу по имену Барут. Наилази на оклопљеног јахача и верује да је то Безглави Коњаник. Икабод покушава да побегне док га прилика прати за стопама. На мосту, Коњаник пропиње свог коња и баца своју одсечену главу директно на Икабода, збацујући га са коња.
Следећег јутра, Барут је пронађен како пасе траву на капији свог власника, али Икабод је нестао из тог краја, остављајући Катрину да се уда за Брома Бонса. Иако је права природа и Безглавог Коњаника и Икабодовог нестанка остављена отвореном за тумачење, прича наговештава да је Коњаник у ствари био прерушени Бром. Разбијена бундева је пронађена у близини Икабодовог шешира где је пао, што сугерише да је одсечена глава која је бачена на њега заправо била Џек-о-’Лантерн и да је Икабод преживео пад са Барута и побегао из Успаване долине у ужасу.

## Позадина
„Легенда о Успаваној долини” била је најдужа објављена прича у оквиру колекције Књига скица Џофрија Крејона, господина, коју је Ирвинг издавао у наставцима током 1819. и 1820. године, користећи псеудоним „Џефри Крејон”. Ирвинг је написао Књигу скица током путовања по Европи, а неки делови приче имају европско порекло. Безглави коњаници били су честа тема у причама Северне Европе, појављујући се у немачким, ирским, скандинавском и британским легендама, а били су укључени и у песму Роберта Бернса, „Tam o' Shanter” (1790), као и Биргеров Der Wilde Jäger (1778), преведен као Дивљи ловац (1796). Обично су их сматрали предзнацима лоше среће за оне који би занемарили њихова привиђења, а ове утваре су своје жртве налазиле у поносним, лукавим особама и охолим и арогантним ликовима. Једна посебно утицајна верзија ове народне приче била је последња у збирци „Legenden von Rübezahl” („Легенде о Рибецалу”) из Музеусових књижевних препричавања немачких народних бајки Volksmärchen der Deutschen (1783).
Након битке код Вајт Плејнса у октобру 1776. године, подручје јужно од реке Бронкс напустила је континентална војска и заузели су га Црвени мундири. Американци су се утврдили северно од Пикскила, остављајући округ Вестчестер као тридесет миља дугу спаљену и опустошену ничију земљу, рањиву на нападе одметника, пљачкаша и осветника. Осим група лојалистичких ренџера и британске лаке пешадије, међу пљачкашима су били и хесенски јегери — чувени стрелци и коњаници — који су се често сукобљавали са патриотским милицијама. Безглави Коњаник је можда делимично заснован на открићу таквог леша пронађеног у Слипи Холоуу након насилног окршаја, а касније га је сахранила породица Ван Тасел у необележеном гробу на старом холандском гробљу.
Према другој хипотези, лик „безглавог јахача” је Ирвинг могао преузети из немачке књижевности, тачније из Хронике Шпротаве аутора Ј. Г. Крајса, написане у првој половини 19. века. У 19. веку, полицијски саветник Крајс је забележио да су се у претходном веку становници овог града плашили да се крећу после мрака по улици Хоспиталштрасе због привиђења безглавог јахача које се тамо виђало. У прилог овој хипотези стоји и информација из дела З. Синка под насловом Пољски пријем дела Вашингтона Ирвинга: Између просветитељства и романтизма из 1988. године, у којем се наводи да је Валтер Скот охрабрио Ирвинга да научи немачки како би могао да чита приче, баладе и легенде на њиховом изворном језику.
Док је Ирвинг био ађутант гувернера Њујорка Данијела Д. Томпкинса, упознао је капетана по имену Икабод Крејн у Сакитс Харбору током инспекције утврђења 1814. године. Ирвинг је можда осмислио лик према Џесију Мервину, који је предавао у локалној школи у Киндерхуку, даље на северу дуж реке Хадсон, где је Ирвинг провео неколико месеци 1809. године. Алтернативно томе, многи у Таритауну тврде да је Семјуел Јангс онај по коме је Ирвинг створио лик. Аутор Гари Денис тврди да је Крејн делимично заснован на Мервину, али да можда садржи и елементе из Јангсовог живота.
Уз приповетку „Рип ван Винкл”, „Легенда о Успаваној долини” је један од најчешће антологизованих, проучаваних и адаптираних дела Вашингтона Ирвинга. Обе приче се често заједно појављују у књигама и другим збиркама, а обе су укључене у прегледе ране америчке књижевности и романтизма. Ирвингови прикази регионалне културе и његове теме напретка наспрам традиције, натприродних интервенција у свакодневном животу и судбине индивидуалца као странца у хомогеној заједници прожимају обе приче и помогли су у развоју јединственог осећаја америчког културног и егзистенцијалног идентитета током раног 19. века.

## Утицај
Град Слипи Холоу у Њујорку, где је приповетка смештена, садржи многе од локација наведених у причи, укључујући и оне које се и данас могу посетити. Слипи Холоу у Илиноису, Слипи Холоу у Калифорнији, као и Слипи Холоу у Вајомингу, имају улице чији се називи позивају на причу. Потоњи је домаћин годишњег догађаја под називом „Дани Слипи Холоуа”. Постоји и државни парк Слипи Холоу у Лејнгсбургу у Мичигену. Оригинална школска зграда у Киндерхуку данас је у власништву Историјског друштва округа Колумбија и зове се Школска кућа Икабод Крејн. Данашњи школски округ у овој области, Централни школски округ Икабод Крејн, такође је назван по лику из приповетке.